# Lied der Partei

Partisymbol för Tysklands socialistiska enhetsparti

Lied der Partei (ty. Partiets Sång), också känd som Die Partei hat immer recht (Partiet har alltid rätt), var officiell hymn för det östtyska statsbärande partiet Tysklands socialistiska enhetsparti, SED. Versraden Die Partei, Die Partei, die hat immer recht var en särskilt kraftfull politisk markering.

## Bakgrund
Sången uruppfördes 1950 och dess text och musik skrevs 1949 av den tjeckisk-östtyske journalisten och diktaren Louis Fürnberg som var övertygad kommunist och hade anslutit sig till det tjeckiska kommunistpartiet år 1928.
Fastän sången gradvis nådde en allt större publik, särskilt i Östtyskland, var dess tillkomst byggd på motsatser. Fürnberg, som vid den här tiden vistades i Prag, blev inte insläppt vid det tjeckiska kommunistpartiets partidagar 1949 och blev djupt upprörd. Enligt vad Fürnbergs hustru Lotte sade 2001 skrev han sången "för att stilla sig själv och för att hantera den kränkning han upplevde att han utsatts för". Enligt hennes version kan man vid närmare betraktelse av raderna inte bara utläsa en demonstrativ partilydnad i dåtidens angiveriklimat utan även förtvivlat trots. Några år senare skall han ha sagt: "Den här sången kommer åter att skada mig".

## Ändring av texten
Den partikult som kommer till uttryck i sången kan ses som typisk för leninismen som utnämnde det kommunistiska partiet till "arbetarklassens förtrupp". I versraden So, aus Leninschem Geist, wächst, von Stalin geschweißt, die Partei (ung. Så i Lenins anda, sammansvetsat av Stalin, växer Partiet) kommer personkulten inom stalinismen till uttryck. Denna personkult var en del av den östtyska statsideologin till mitten av 1950-talet. Inom ramen för avstaliniseringen efter tjugonde partikongressen i Sovjetunionen 1956 ändrades versen till So aus Leninschem Geist wächst zusammengeschweißt, die Partei (ung. Så i Lenins anda, sammansvetsat, växer Partiet).